# サギア・エル・ハムラ
サギア・エル・ハムラ（スペイン語: Saguia el-Hamra、英語: Saguia el-Hamra、アラビア語: الساقية الحمراء、「赤い運河」の意。）は1969年以降のスペイン領サハラの2つある領域のうち北半を占めるひとつで、南方を占めるもう一方はリオ・デ・オロである。

## 概要
西サハラのうち北半を占め、北緯26度と北緯27度50分の間を指す。北緯26度線付近のボハドール岬付近でリオ・デ・オロと分けられている。面積は約31,660平方マイル（82,000平方キロメートル）であり、西サハラ全体の3分の1を占める。

### 都市
- アイウン（El Aaiún） - 州都
- スマラ（Smara）

### 名称の由来
名称は州都アイウンを水路が横切っていることに由来する。

## 関連項目

サギア・エル・ハムラの位置。地図左下、スペイン領サハラ（当時）のうち中央を占めている。

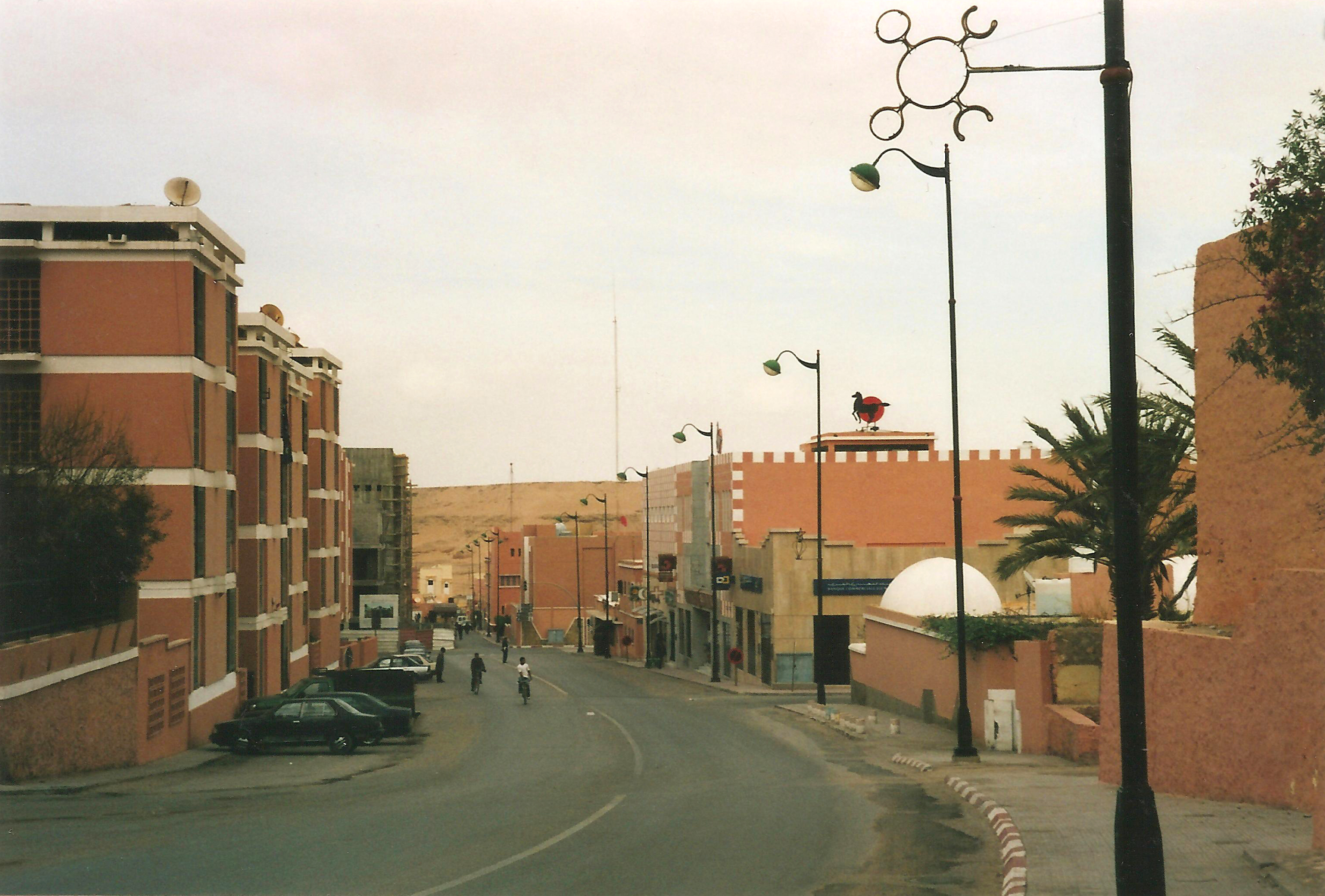
アイウン市内

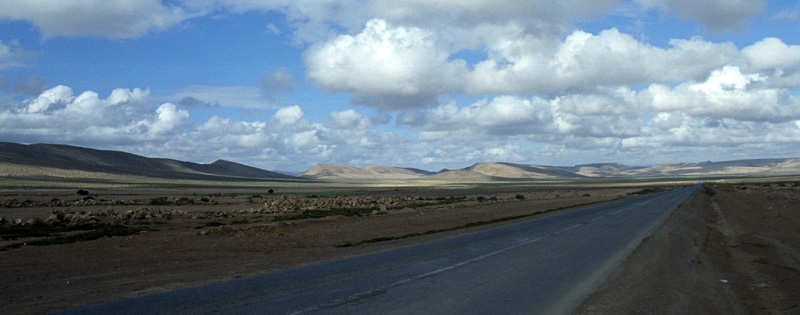
西サハラ北部の風景